# Metro (serie)
Metro è una serie di romanzi e di videogiochi, questi ultimi di genere action-adventure e sparatutto in prima persona sviluppati da 4A Games e pubblicati da Koch Media (fino al 2013) e Deep Silver (dal 2013). È iniziata con il romanzo Metro 2033 di Dmitrij Gluchovskij.
I videogiochi della serie in ordine di uscita sono stati Metro 2033, Metro: Last Light, e Metro Exodus.

## Videogiochi

### Serie principale

#### Metro 2033
È basato sull'omonimo romanzo del 2002 di Dmitrij Gluchovskij ed è ambientato in Russia nell'anno 2033 dopo un incidente nucleare. Il gioco è stato sviluppato da 4A Games e pubblicato da Koch Media per Xbox 360 e Microsoft Windows nel marzo del 2010.

#### Metro: Last Light
È ambientato in Russia un anno dopo gli avvenimenti del primo capitolo. Il gioco è stato sviluppato da 4A Games e pubblicato da Koch Media per PlayStation 3, Xbox 360 e Microsoft Windows nel maggio del 2013.

#### Metro Exodus
È ambientato in Russia due anni dopo gli avvenimenti del secondo capitolo. Il gioco è stato sviluppato da 4A Games e pubblicato da Deep Silver per PlayStation 4, Xbox One e Microsoft Windows nel febbraio del 2019.

#### Metro Awakening
Ambientato 5 anni prima di Metro 2033 a Mosca. Esclusivamente per VR 

### Raccolte

#### Metro Redux
È una raccolta di videogiochi contenente Metro 2033 e Metro: Last Light completamente rimasterizzati insieme ai loro DLC. Tale raccolta è stata pubblicata il 2 giugno 2015 per Playstation 4 e Xbox One.

## Metro 2033 Universe
il "Metro 2033 Universe" ("Вселенная Метро 2033") è una serie di racconti e romanzi ad opera di numerosi autori ambientati in un universo ideato da Dmitrij Gluchovskij, che ha approvato tutti questi libri. Sono pubblicizzati sul sito ufficiale di Metro.
- Shimun Vrochek, Piter, Terni, Multiplayer Edizioni, 2012  [2010], ISBN 978-88-6355-173-0.
- Andrey Dyakow, Verso la luce, Terni, Multiplayer Edizioni, 2012  [2010], ISBN 978-88-6355-172-3.
- Tullio Avoledo, Le radici del cielo, Terni, Multiplayer Edizioni, 2011, ISBN 978-88-6355-169-3.
- Tullio Avoledo, La crociata dei bambini, 2014.

### Inediti in Italia
| Autore                               | Titolo                                  | Ambientazione | Data di uscita |
| ------------------------------------ | --------------------------------------- | --- | -------------- |
| Vladimir Berezin                     | Segnali stradali                        | Mosca, San Pietroburgo, Oblast' di Leningrado, Oblast' di Tver', Oblast' di Mosca | Dicembre 2009  |
| Sergey Antonov                       | Tunnel bui                              | Mosca | Gennaio 2010   |
| Sergey Kuznetsov                     | Paradiso marmoreo                       | Oblast' di Mosca, Mosca | Maggio 2010    |
| Andrey Erpylev                       | Resa con la forza                       | Mosca | Luglio 2010    |
| Suren Tsormudian                     | Il vagabondo                            | Mosca | Settembre 2010 |
| Andrey Butorin                       | Il Nord                                 | Penisola di Kola, Murmansk | Ottobre 2010   |
| Sergey Antonov                       | Nell'interesse della rivoluzione        | Mosca | Novembre 2010  |
| Alexandr Shakilov                    | La Guerra delle Talpe                   | Kiev | Dicembre 2010  |
| Ruslan Melnikov                      | Murancha                                | Rostov sul Don | Gennaio 2011   |
| Sergey Paliy                         | Il senzanome                            | Samara | Febbraio 2011  |
| Sergey Moskvin                       | Vedere il sole                          | Novosibirsk | Marzo 2011     |
| Andrey Grebenschikov                 | Sotto l'inferno                         | Ekaterinburg | Aprile 2011    |
| Anna Kalinkina                       | Stazione fantasma                       | Mosca | Giugno 2011    |
| Andrey Dyakov                        | Nell'oscurità                           | Oblast' di Leningrado, San Pietroburgo | Giugno 2011    |
| Sergey Zaytsev                       | I portaferiti                           | Mosca | Agosto 2011    |
| Grant McMaster                       | Britannia                               | Glasgow, Scozia, Inghilterra, Carlisle, York, Conisbrough, Doncaster, Sheffield, Chesterfield, Leicester, Londra | Settembre 2011 |
| Igor Vardunas                        | Prigione di ghiacco                     | Mar Baltico, La Manica, Oceano Atlantico, Africa, Antartide | Ottobre 2011   |
| Andrey Butorin                       | Assedio al paradiso                     | Penisola di Kola, Poljarnye Zori | Novembre 2011  |
| "Residents of Metro 2033 website"    | L'ultimo rifugio                        | Mosca, San Pietroburgo, Oblast' di Mosca, Novosibirsk, Ekaterinburg, Nizhny Novgorod, Krasnodar, Bijsk, Soči | Dicembre 2011  |
| Sergey Antonov                       | Dissotterrato                           | Mosca | Gennaio 2012   |
| Andrey Chernetsov, Valentin Lezhenda | Vuotezza accecante                      | Mosca, Charkiv | Gennaio 2012   |
| Anna Kalinkina                       | Il regno dei ratti                      | Mosca | Marzo 2012     |
| Zahar Petrov                         | MRLs                                    | Minsk | Maggio 2012    |
| Suren Tsormudyan                     | Eredità ancestrale                      | Kaliningrad | Luglio 2012    |
| Denis Shabalov                       | Diritto alla forza                      | Serdobsk | Agosto 2012    |
| Timothy Kalashnikov                  | ll lato sbagliato del mondo             | Mosca | Settembre 2012 |
| Sergey Moskvin                       | Fame                                    | Novaya Zemlya | Ottobre 2012   |
| Irina Baranova, Constantine Benev    | Il testimone                            | San Pietroburgo | Novembre 2012  |
| Andrey Butorin                       | La figlia dello spirito santo           | Penisola di Kola, Murmansk | Dicembre 2012  |
| Andrey Dyakov                        | Oltre l'orizzonte                       | San Pietroburgo, Leningrado, Vologda, Čerepovec, Oblast' di Yaroslavl, Rybinsk, Yaroslavl, Oblast' di Ivanovo, Tatarstan, Kazan, Baschiria, Beloretsk, Jamantau, Oblast' di Orenburg, Dagestan, Kaspiysk, Territorio del Litorale, Vladivostok | Gennaio 2013   |
| Denis Shabolov                       | Diritto alla vita                       | Serdobsk, Oblast' di Penza, Mordovia, Tatarstan, Repubblica dei Mari, Repubblica dei Komi, Oblast' di Kirov | Marzo 2013     |
| Sergei Antonov                       | Rublyovka                               | | Giugno 2013    |
| Olga Shvetsova                       | Colui che è in piedi davanti alla porta | | Luglio 2013    |
| Ruslan Melnikov                      | Dalle profondità                        | | Settembre 2013 |
| Nikita Averin                        | Crimea                                  | | Ottobre 2013   |
| Dmitri Yermakov                      | Ciechi                                  | | Novembre 2013  |
| Tagir Kireev                         | Leopardo bianco                         | | Gennaio 2014   |
| vari                                 | Alla luce del fuoco                     | Mosca, Łódź | Gennaio 2014   |
| Igor Osipov                          | Il metro                                | | Febbraio 2014  |
| Andrei Grebenshchikov                | Le sorelle del rimpianto                | | Marzo 2014     |
| Andrey Butorin                       | Mutante                                 | | Aprile 2014    |
| Dmitry Manasypov                     | La strada dell'acciaio e della speranza | | Maggio 2014    |
| Anna Kalinkina                       | L'anfitrione dello yakuza               | | Giugno 2014    |
| Victor Lebedev                       | Nati per strisciare                     | | Luglio 2014    |
| Sergei Antonov                       | Rublyovka 2                             | | Agosto 2014    |
| Paweł Majka                          | Il distretto promesso                   | Nowa Huta, Cracovia, Polonia | Agosto 2014    |
| Nikita Averin                        | Crimea 2                                | | Settembre 2014 |
| Elona Demidova, Evgeny Shikil        | L'apostata                              | | Ottobre 2014   |
| Olga Shvetsova                       | Nessuno                                 | | Dicembre 2014  |
| Kira Ilarionova                      | Il codice della bestia                  | | Gennaio 2015   |
| vari                                 | I sospiri dei caduti                    | Kiev, Mosca, Varsavia, Zwonowice, Radom, Stettino, Częstochowa, Slovacchia, Ungheria | Aprile 2015    |
| Nikita Averin                        | Crimea 3                                | | Luglio 2015    |
| Robert J. Szmidt                     | Abyss                                   | Breslavia | Agosto 2015    |
| Igor Osipov                          | Leshy non morire                        | | Settembre 2015 |
| Victor Lebede                        | Volare via                              | | Ottobre 2015   |
| Sergey Semyonov                      | occhi alieni                            | Nižnij Novgorod | Dicembre 2015  |
| Dmitry Manasypov                     | Davanti al lontano mare blu             | | Febbraio 2016  |
| Rinat Tashtabanov                    | Conto alla rovescia                     | | Marzo 2016     |
| vari                                 | Eco di un mondo estinto                 | Gdynia, Danzica, Varsavia, Zabrze, Cracovia, monte Giewont, Mosca, Stoccolma, Cava di Dunmore | Marzo 2016     |
| Robert J. Szmidt                     | Torre                                   | Breslavia | Maggio 2016    |
| Yuri Ulengov                         | L'orlo dell'umanità                     | | Giugno 2016    |
| Maria Strelova                       | Isolamento                              | | Luglio 2016    |
| Paweł Majka                          | L'uomo promesso                         | Cracovia | Novembre 2016  |
| Olga Shvetsova                       | Demone guardiano                        | | Febbraio 2017  |
| Artur Chmielewski                    | Acromatopsia                            | Varsavia | Marzo 2017     |
| Yuri Kharitonov                      | Sull'orlo dell'abisso                   | | Maggio 2017    |
| Denis Shabalov                       | Diritto alla vendetta                   | Serdobsk, Penza | Giugno 2017    |
| vari                                 | In rovina                               | Oleśnica, Katowice, Stettino, Sława, Ostrołęka, monte Żar, Varsavia, Chicago | Giugno 2017    |
| Pavel Makarov                        | Gli incroci del destino                 | | Luglio 2017    |
| Sergei Antonov                       | Rublyovka 3                             | | Agosto 2017    |
| Sergey Moskvin                       | Pythia                                  | | Ottobre 2017   |
| Suren Tsormudian                     | L'orlo della Terra                      | | Gennaio 2018   |
| Shimun Vrochek                       | Piter. Guerra                           | | Febbraio 2018  |
| Sergei Nedorub                       | L'opzione rossa                         | | Marzo 2018     |
| Dmitry Manasypov                     | Oltre le nuvole di ghiaccio             | | Aprile 2018    |
| Suren Tsormudian                     | L'orlo della Terra 2: Fuoco e cenere    | | Aprile 2018    |
| Rinat Tashtabanov                    | Resuscitare i morti                     | | Maggio 2018    |
| Dmitry Manasypov                     | Cattivo cane                            | | Giugno 2018    |
| Sergey Moskvin                       | Pythia 2                                | | Giugno 2018    |
| Olga Shvetsova, Shamil Altamirov     | Lo scrigno di pandora                   | | Luglio 2018    |
| Igor Osipov, Olga Shvetsova          | Correre lungo l'orlo                    | | Agosto 2018    |
| Yuri Kharitonov                      | Il riparo delle anime dimenticate       | | Settembre 2018 |
| Dmitry Manasypov, Shamil Altamirov   | Isola d'acciaio                         | | Ottobre 2018   |
| Svetlana Kuznetsova                  | Oroboros                                | | Novembre 2018  |
| Irina Baranova, Konstantin Benev     | Regina della notte                      | | Novembre 2018  |
| Zakhar Petrov                        | Muos: purgatorio                        | | Dicembre 2018  |
| Vladislav Vystavnoy                  | Il tetto del mondo                      | | Gennaio 2019   |
| Oleg Grach                           | Parad-alle                              | | Gennaio 2019   |
| Victor Lebedev                       | Acque nere                              | | Febbraio 2019  |
| Andrei Lisieva                       | Un inverno misericordioso               | | Marzo 2019     |
| Tullio Avoledo                       | Il conclave delle tenebre               | | Marzo 2019     |
| Zakhar Petrov                        | Muos: la caduta                         | | Aprile 2019    |
| Yuri Mori                            | Embryo: l'inizio                        | | Maggio 2019    |
| Robert J. Szmidt                     | Il gigante                              | | Maggio 2019    |
| Dmitry Manasypov                     | Cane fedele                             | | Giugno 2019    |
| Irina Baranova, Konstantin Benev     | La città dei sette venti                | | Luglio 2019    |
| Sergey Alexeyev                      | Nomade                                  | | Luglio 2019    |
| Vladislav Vystavnoy                  | Il tetto del mondo: Cartagine           | | Agosto 2019    |
| Yuri Mori                            | Embryo: il duello                       | | Ottobre 2019   |
| Shimun Vrochek                       | Piter. la battaglia dei gemelli         | | Dicembre 2019  |
| Yuri Mori                            | Embryo: la fusione                      | | Gennaio 2020   |
| Victor Tochinov                      | La difesa di Kovacs                     | | Febbraio 2020  |
| Dmitry Blinov                        | Arkaim                                  | | Febbraio 2020  |
| Sergei Nedorub                       | Il clan perduto                         | | Aprile 2020    |
| Pierre Bordage                       | Argine sinistro                         | Parigi | Maggio 2020    |
| Svetlana Kuznetsova                  | Un palazzo per gli schiavi              | | Giugno 2020    |
| Yuri Kharitonov                      | Morte degli dei di ottano               | | Settembre 2020 |
| Irina Bakulina, Igor Vardunas        | La gabbia                               | | Novembre 2020  |
| Sergey Antonov                       | Potere supremo                          | | Novembre 2020  |
| Sergey Semyonov                      | Il prezzo della libertà                 | | Gennaio 2021   |
| Pierre Bordage                       | Argine destro                           | Parigi | Marzo 2021     |
| Pierre Bordage                       | Città                                   | Parigi | Aprile 2022    |